# ام‌دی‌ان‌ای
MDNA آلبوم دوازدهم مدونا خواننده آمریکایی، برنامه‌ریزی برای انتشار در ۲۶ مارس ۲۰۱۲. اولین تک‌آهنگ این آلبوم آهنگ "همه عشقت را بده من"، که در تاریخ ۳ فوریه ۲۰۱۲ منتشر شد، و هنرمندانی همچون نیکی میناژ و ام.آی.ای. در آن با وی همکاری کرده‌اند.

## لیست ترانه ها
1. "Girl Gone Wild" (دختر وحشی شد)
2. "Gang Bang" (گنگ بنگ)
3. "I'm Addicted" (من معتادم)
4. "Turn Up the Radio" (صدای رادیو را بیشتر کن)
5. "Give Me All Your Luvin" (به همراه نیکی میناژ و ام.آی.ای.) (همهٔ عشقت را بده من)
6. "Some Girls" (بعضی دخترها)
7. "Superstar" (سوپر استار)
8. "I Don't Give A" (به همراه نیکی میناژ) (برایم مهم نیست)
9. "I'm a Sinner" (من یک گناه کارم)
10. "Love Spent" (عشق صرف شد)
11. "Masterpiece" (شاهکار)
12. "Falling Free" (سقوط آزاد)
13. "Beautiful Kille" (قاتل زیبا)
14. "I Fucked Up" (من گند زدم)
15. "B-Day Song" (به همراه ام.آی.ای) (سرود تولد)
16. "Best Friend" (بهترین دوست)
17. "Give Me All Your Lovin'" (همهٔ عشقت را بده من)(ریمیکس پارتی راک) (به همراه ال‌ام‌اف‌ای‌او و نیکی میناژ)